# Santo-Pietro-di-Tenda
Santo-Pietro-di-Tenda település Franciaországban, Haute-Corse megyében. Lakosainak száma 339 fő (2022. január 1.). Santo-Pietro-di-Tenda Piève, San-Gavino-di-Tenda, Rapale és Saint-Florent községekkel határos.

## Népesség
A település népessége az elmúlt években az alábbi módon változott:
| Lakosok száma | 540  | 286  | 291  | 333  | 356  | 356  | 361  | 346  | 338  | 339  |
|               | 1968 | 1982 | 1990 | 2006 | 2013 | 2015 | 2017 | 2019 | 2020 | 2022 |